# 新人Hソケリッサ!
新人Hソケリッサ!（しんじんエイチそけりっさ／SOKERISSA）は、プロダンサーでコレオグラファーのアオキ裕キと路上生活経験者たちで構成された日本のダンスカンパニー。「新人」は「ダンス界の新人」「ニュータイプ」、「H」は「Homeless」「Human」「Hope」などの意味で、「ソケリッサ！」は「それ行け！」という言葉の勢いや「前に進む」という意味を込めた造語。

## 概要
主宰であるアオキは、タレントのバックダンサーやCM・PVの振り付け業をしていた。アオキはアメリカ合衆国へ留学するが、その際に2001年のアメリカ同時多発テロ事件に遭遇。それまでも自身の踊りに違和感があったが、改めて自分のダンスを見つめなおすきっかけとなった。
日本へ帰国後、自分の身体表現を模索している中で、路上生活者が寝転がっている姿を目にし、「このおじさんたちが踊ったらおもしろい」と確信し、ビッグイシュー日本の協力を得て路上生活経験者のメンバーを募り、2007年に初公演を行った。アオキは路上生活を経た者の身体に、現代人が失った「日が昇ったら目覚めて、腹が減ったら食べる」というような原始的な体の動きを見出したと語っている。
2015年、シンガーソングライター寺尾紗穂のアルバム「楕円の夢」のＭＶへ出演すると共に全国十三箇所でのツアーに参加したことで、注目を集めるようになった。2016年のリオデジャネイロオリンピックではストリートワイズ･オペラ（Streetwise Opera、イギリス）が公式文化プログラムの一環として実施した「Uma So Voz（英語名：With One Voice）」へアオキとメンバー2名が参加した。同年にはコニカミノルタソーシャルデザインアワードのグランプリを受賞、数々の舞台やイベント出演を経て芸術としての価値が国内外で高まった。
2017年6月より活動10周年企画として「東京近郊路上ダンス「日々荒野」ツアー」を開催し、十五箇所にもおよぶ都内近郊の屋内外会場にてパフォーマンスを行った。2020年3月に彼らの姿を追ったドキュメンタリー映画「ダンシングホームレス」が全国公開された。
これまでミュージシャンや芸術家などとも積極的にコラボレーションを行っておりコラボレーターとしての評価も高く、また、子供や学生、高齢者、障がいを抱えた人たちに向けての講演やワークショップなど多様な活動も行っており、路上生活経験者の肉体表現による芸術活動の展開は、社会性を含んだ幅広い可能性を秘めており注目されている。しかし、その一方で慢性的な活動資金不足に悩まされており、公演終了後やインターネットで運営基盤の安定のための寄付を定期的に募っている。

## メンバー
アオキ裕キ（あおきゆうき） ダンサー／振付師
兵庫県出身。マイケル・ジャクソンに憧れ高校卒業後に上京。テーマパークのダンサーやタレントのバックダンサー、メディアの振り付け業を経て、更なる踊りの可能性、今あるべき真価の追求ため、2005年に任意団体アオキカクを設立（2014年一般社団法人化）。ダンスを通じて自己肯定を生み出すなど社会的弱者への社会復帰プログラム、社会問題を解決するソーシャルデザインとしても定評を得ている。主な振付実績は、L'Arc～en～Ciel「STAY AWAY」、電気グルーヴ「少年ヤング」、チャットモンチー「シャングリラ」のＰＶなど。
その他のメンバー
現在ホームレス状態の者か路上生活の経験がある者。これまで40名以上が参加しているが、所属メンバーの特性上、正確な現参加人数は不明である。恒常的には3～8名ほどの者が稽古およびパフォーマンスに参加。なお、歴代のメンバーはビッグイシュー販売経験者が多くを占める。

## 特徴
パフォーマンスの振り付けは、「ダンスは誰でもできる」をコンセプトにアオキ独流の言葉（「軽やかに生きるリズム」「未来をねじ曲げる」「耳を澄まし、宇宙を聞く」等）をメンバーの特徴に合わせてそれぞれ与え、メンバー自身が独自にその言葉を解釈しセルフコレオを行っている。個人にしか生み出すことができない身体の記憶を形成した踊りは、一般的なダンスの概念を超えた独特な世界観を生み、多くの人々の共感と感動を呼んでいる。

## 舞台・出演歴

### 作品
- 2007年　第一回公演 新人H「ソケリッサ !」（自主公演）
- 2008年　第二回公演 新人H「ソケリッサ !!」～いいかげんな謳（うた）の章～（自主公演）
- 2010年　第三回公演 新人H「ソケリッサ !!!」全知全能！（自主公演）
- 2011年　第四回公演 新人H「ソケリッサ !」新世界ワルツ（大野一雄フェスティバル2011）
- 2013年　第五回公演 新人H「ソケリッサ !」つのひと（大野一雄フェスティバル2013）
- 2015年　「ニューシャーマンズ」（自主公演）
- 2017年　「日々荒野」（踊りに行くぜ!!Ⅱ）
- 2017年　「あさのがわのいえ」（KANAZAWA FRINGE）
- 2018年　「Plaza U」（UENOYES）
- 2019年　「震える洞穴」（DANCE TRUCK TOKYO 2019）
- 2021年　「鉄骨鳥譚」（VRオンラインダンスフェスティバル）

### ツアー
- 2017年6月～2018年8月　東京近郊路上ダンス「日々荒野」ツアー（神田テラススクエア 他14箇所）[7][8]

### イベント
- 2013年～2018年　BIG ISSUE support live「りんりんふぇす Sing with your neighbors」 vol.4 ～ vol.9
- 2016年　リオ五輪公式文化プログラム「Uma So Voz」（リオデジャネイロ）[5]
- 2019年　象の鼻テラス開館10周年記念展「フューチャースケープ・プロジェクト」
- 2021年　パフォーマンス・シリーズ「RAW」01 新人Hソケリッサ！×あっこゴリラ [12]

### ミュージックビデオ
- 寺尾紗穂「楕円の夢」[4]
- 箕輪★狂介（箕輪厚介）「徒花」[13]

### 映画
- 閉鎖病棟（2019年11月1日公開、東映）- ぼんちゃん 役
- ダンシングホームレス（2020年3月7日公開、東京ビデオセンター）[9]

### テレビ
- 不可避研究中（2020年5月29日・6月26日放送、ＮＨＫ総合）
- ヒューマニエンス ～40億年のたくらみ～（2021年3月18日、ＢＳプレミアム）

## 受賞歴
- 2016年　コニカミノルタソーシャルデザインアワード2016 グランプリ[3][6]